# Ewald Johannesson
Ewald Gustav Valdemar Johannesson (i riksdagen kallad Johannesson i Stockholm och Johannesson i Johanneshov), född 16 januari 1909 i Stockholm (Storkyrkoförsamlingen), död 17 januari 1976 i Skarpnäck, var en svensk direktör och riksdagspolitiker (socialdemokrat).
Johannesson var ledamot av riksdagens första kammare 1946–1953, invald i Stockholms stads valkrets. Han var även fullmäktigeordförande i Stockholms stad 1970–1976.
Ewald Johannesson är gravsatt i minneslunden på Skogskyrkogården i Stockholm.